# Kanszai nemzetközi repülőtér
A Kanszai nemzetközi repülőtér (japánul: 関西国際空港, átírással: Kanszai Kokuszai Kúkó) (IATA: KIX, ICAO: RJBB) egy mesterséges szigeten fekvő nemzetközi repülőtér az Oszakai-öbölben, Szennan, Izumiszano és Tadzsiri városok partja mentén, Japánban. A repülőtér a Kanszai régió kapuja a világ előtt, amely Oszaka, Kóbe és Kiotó városokat szolgálja ki. 1994. szeptember 4-én nyitották meg.
Ez a repülőtér a forgalmi központja a Japan Airlinesnak, az All Nippon Airwaysnek és a Nippon Cargo Airlinesnak.

## Története
Az 1960-as években merült fel egy új repülőtér szükségessége Oszaka és Kóbe közelében. A meglévő Oszaka nemzetközi repülőtér Itami és Toyonaka sűrűn lakott külvárosai mellett épült. Bővítésére nem volt lehetőség, mivel a lakosok a működő repülőtér ellen is panaszt nyújtottak be zajszennyezés miatt.
A Narita nemzetközi repülőtér (ami kisajátított földterületen épült Tokió közelében) konstrukcióját körülvevő tüntetéseket látva a tervezők egy tengeren megépülő repülőtér mellett döntöttek. A kezdeti tervek szerint a repülőtér Kóbe közelében jött volna létre, de a kóbei hatóságok nem engedélyezték a terveket, ezért került az Oszakai-öböl délebbi részére. Itt csak a halászok ellenezték a terveket, de a jelentős kompenzációs összegek hatására ők is megbékéltek. Így, a várostól távolabb a repülőtér napi 24 órában üzemelhet, nem úgy, mint elődje a szárazföldön.
A repülőtér számára egy 4 km hosszú és 1 km széles mesterséges szigetet terveztek az öbölben. A mérnököknek szembe kellett nézniük a súlyos földrengések kiemelkedően nagy lehetőségével és a tájfunokkal, melyek akár 3 méteres hullámokat szabadíthatnak a szigetre.

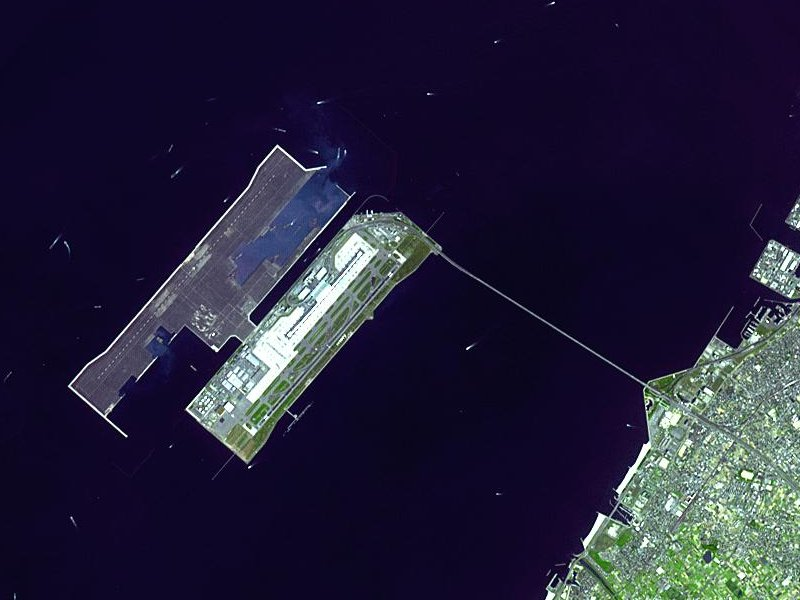
Műholdfelvétel a Kansai repülőtér mesterséges szigetéről az Oszakai-öbölben

Mindezek ellenére az építkezés 1987-ben elkezdődött. Két év múlva, 1989-ben befejeződött a szigetet a tengertől elválasztó fal építése, melyhez 48 000 tetraéder alakú betonelemet használtak fel. Három hegynek megfelelő, 21 millió m³-nyi földdel töltötték meg a tengertől elzárt területet. 10 000 munkás összesen 10 millió munkaórát töltött a munkával 3 év alatt, amíg 80 hajóval feltöltötték a betonfallal bekerített 30 m mély "medencét". 1990-ben elkészült a szigetet a szárazfölddel összekötő 3 km-es, 1 milliárd dollárba kerülő híd is.
Ezalatt a sziget a vártnál sokkalta többet, 8 métert süllyedt, ami miatt ez a konstrukció lett a legdrágább modern kori civil vállalkozás, ami 20 év tervezőmunkát, 3 éves építkezési időt és sok milliárd dollárt emésztett fel.
1991-ben kezdetét vette a repülőtéri terminál építése. A folyamatos süllyedés miatt az épület „állítható” oszlopokon nyugszik, melyek magassága tömör fémlapok becsúsztatásával növelhető.
A nemzetközi repülőtér végül 1994-ben nyílt meg.
1995-ben földrengés rázta meg a környéket, melynek epicentruma csupán 20 km-re volt a repülőtértől és 6433 embert ölt meg a szárazföldön. A repülőtér ennek ellenére szinte érintetlen maradt különleges tervezésének köszönhetően (még az üvegablakok sem törtek ki). Később, 1998-ban a sziget „túlélt” egy 200 km/h-s tájfunt is.

### Bővítés

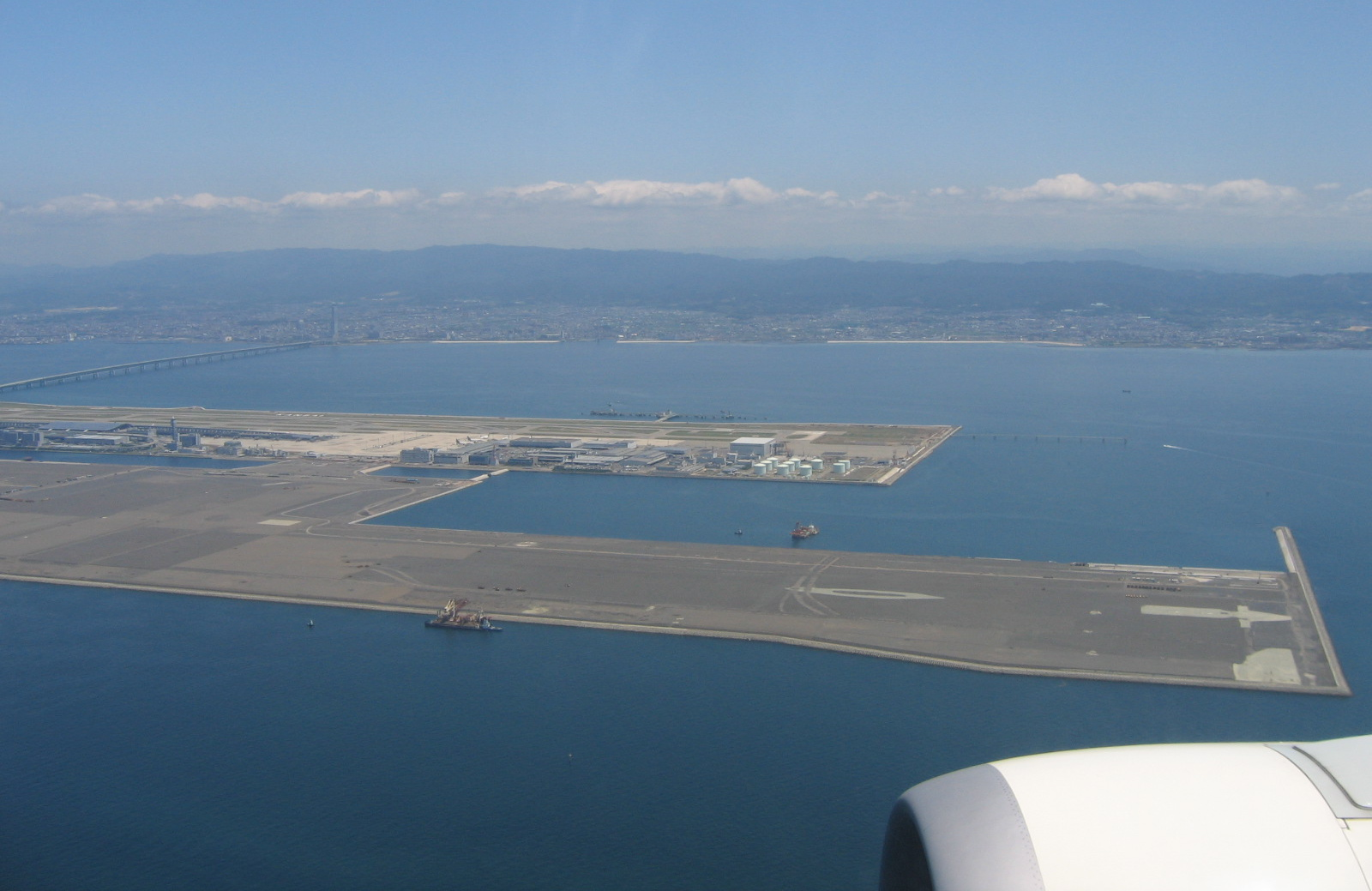
A repülőtér második részének építése (kilátás egy repülőből)

A repülőtér csúcsidőben kapacitása maximumán működött, emiatt az üzemeltetők egy második kifutópálya és terminál építését tűzték ki fő célul. 2003-ban pedig már meg is kezdődött az építkezés.
A második kifutópályát 2007. augusztus 2-án adták át, de a tervezett terminál megnyitását elhalasztották, és csak 2012-ben nyitották meg. A jövőbeli tervek között szerepel egy harmadik kifutópálya, több bekötőút és egy teherelosztó központ építése is. Gazdasági okok miatt ezeknek az építése vagy szünetel, vagy még el sem kezdődött.

## A terminál

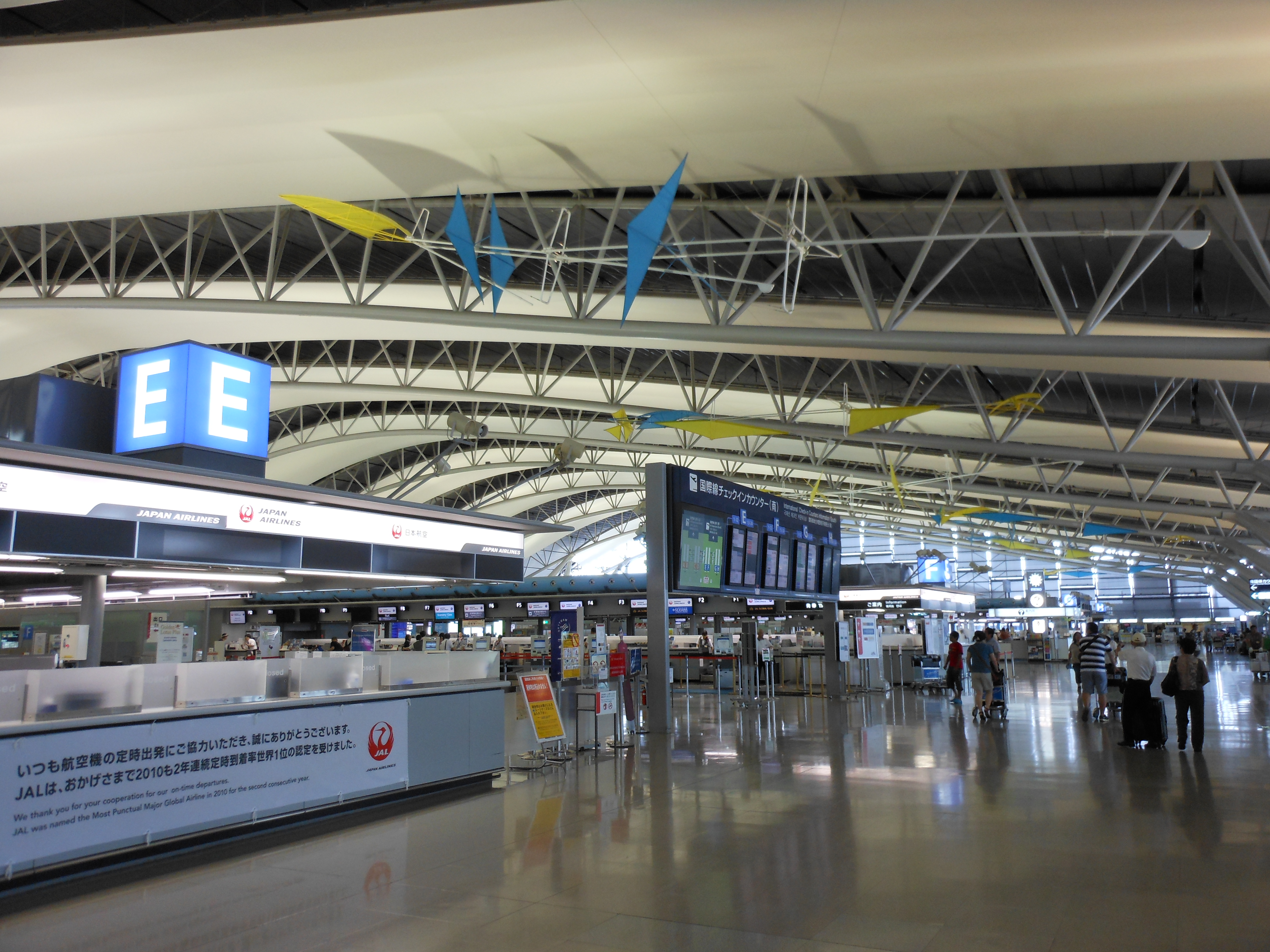
Az indulási csarnok. Jól megfigyelhető a tetőszerkezet áramvonalas kialakítása

A repülőtér négyszintes terminálját Renzo Piano és Okabe Noriaki tervezte. 1,7 km-es hosszúságával jelenleg a világ leghosszabb repülőtéri terminálja.
A terminál tetőszerkezetét úgy tervezték, hogy a levegő könnyedén áramolhasson a belső térben. Hatalmas légbefúvókon érkezik a levegő a terminál egyik oldalán, és a tető íve mentén áramlik a túlsó oldalra, ahol légbeszívókon át távozik. A pénztártérben az áramló levegő mozgását kihasználó mobil műalkotásokat függesztettek fel.
A nemzetközi utasok érkezési csarnokát üvegfal választja el a felső pénztártértől. A válaszfalra azért volt szükség, mert az utasok kényelmesebbnek találták, ha ismerőseiknek egyszerűen ledobnak különböző tárgyakat az alsó folyosóra, minthogy személyesen vinnék le. Ez az épület méreteit figyelembe véve érthető is, de az üzemeltetők a biztonság érdekében inkább üvegfalat építtettek.

## Járatok

### Nemzetközi
| Légitársaság                | Város |
| --------------------------- | --- |
| Air Caledonie International | Nouméa |
| Air Canada                  | Vancouver |
| Air China                   | Peking, Sanghaj, Talian |
| Air France                  | Párizs |
| Air India                   | Bombay, Delhi, Hongkong |
| Air New Zealand             | Auckland, Christchurch |
| Air Tahiti Nui              | Papeete |
| All Nippon Airways          | Peking, Csingtao, Guam, Hangcsou, Hongkong, Hsziamen, Peking, Sanghaj, Szöul, Senjang, Szöul, Talian,                                                                |
| Asiana Airlines             | Puszan, Szöul |
| Cathay Pacific              | Hongkong, Tajpej |
| China Eastern Airlines      | Kunming, Nancsing, Peking |
| China Southern Airlines     | Harbin, Kanton, Senjang, Talian, |
| EgyptAir                    | Kairó |
| Emirates                    | Dubaj |
| EVA Air                     | Tajpej |
| Finnair                     | Helsinki |
| Garuda Indonesia            | Bali, Jakarta |
| Hainan Airlines             | Hajkuo |
| Japan Airlines              | Bali, Bangkok, Buszan, Csingtao, Guam, Hanoi, Hangcsou, Hongkong, Honolulu, Kanton, Kuala Lumpur, London, Peking, Sanghaj, Szaipan, Szingapúr, Szöul, Talian, Tajpej |
| KLM                         | Amszterdam |
| Korean Air                  | Jeju, Puszan, Szöul |
| Lufthansa                   | Frankfurt |
| Malaysia Airlines           | Kota Kinabalu, Kuala Lumpur |
| MIAT Mongolian Airlines     | Ulánbátor |
| Northwest Airlines          | Detroit, Guam, Honolulu, Szaipan, Tajpej |
| Philippine Airlines         | Manila |
| Qantas                      | Brisbane, Sydney |
| Qatar Airways               | Doha |
| Royal Nepal Airlines        | Katmandu |
| Shanghai Airlines           | Sanghaj |
| Singapore Airlines          | Bangkok, Szingapúr |
| Thai Airways International  | Bangkok, Manila, Phuket |
| Turkish Airlines            | Isztambul |
| United Airlines             | Honolulu, San Francisco |
| Uzbekistan Airways          | Taskent |
| Vietnam Airlines            | Ho Si Minh-város |
| Xiamen Airlines             | Hangcsou, Hsziamen |

### Belföldi
| Légitársaság       | Város |
| ------------------ | --- |
| All Nippon Airways | Fukuoka, Goto Fukue, Hakodate, Isigaki, Kagosima, Macujama,Memanbecu, Mijadzaki, Mijakodzsima, Okinava, Szapporo, Tokió, Vakkanai |
| Japan Airlines     | Akita, Aomori, Aszahikava, Fukuoka, Fukusima, Hakodate, Isigaki, Kusiro, Memambecu, Obihiro, Okinava, Szapporo, Tokió             |

## Forgalom
Az utasforgalom az elmúlt években az alábbi módon változott:
| Utasok száma | 20 491 333 | 14 080 107 | 16 278 653 | 15 755 591 | 14 220 204 | 17 660 809 | 23 136 223 | 28 961 000 | 6 556 000 | 23 264 664 |
|              | 2000       | 2003       | 2005       | 2008       | 2010       | 2013       | 2015       | 2018       | 2020      | 2023       |